# Topsentia compacta
Topsentia compacta är en svampdjursart som först beskrevs av Sarà 1978.  Topsentia compacta ingår i släktet Topsentia och familjen Halichondriidae. Inga underarter finns listade i Catalogue of Life.